# Shirasu-Daichi
Shirasu-Daichi (シラス台地) (シラス台地) es un altiplà volcànic ample que es troba al sud del Japó. Cobreix gairebé tota la part sud de l'illa de Kyūshū, i va ser format per fluxos piroclàstics.